# Adelobotrys ayangannensis
Adelobotrys ayangannensis är en tvåhjärtbladig växtart som beskrevs av John Julius Wurdack. Adelobotrys ayangannensis ingår i släktet Adelobotrys och familjen Melastomataceae. Inga underarter finns listade i Catalogue of Life.